# Frederico da Saxônia
Frederico da Saxônia, nascido na Saxônia (Alemanha) e falecido em 1004, foi um cardeal alemão da Igreja Católica.

## Biografia
Frederico foi feito cardeal antes de 22 de junho de 1001 por Silvestre II e foi nomeado núncio na Alemanha no mesmo ano. Ainda em 1001 ele presidiu um concílio em Pöhlde, na Baixa Saxônia como cardinalis presbiter Sanctae Romanae aeclesiae para resolver o conflito entre o arcebispo Willigis, Arcebispo de Mogúncia e Primaz da Alemanha, quem havia construido a Catedral de Mogúncia, coroado Oto III em Aquisgrão, no dia de Natal de 983, assim como Henrique II em Mogúncia, em junho de 1002. e o bispo Bernward de Hildesheim na jurisdição da Abadia de Gandersheim e, neste mesmo ano ele foi eleito arcebispo da Ravena.